# Теорія Великого Вибуху (9 сезон)
Дев'ятий сезон американського серіалу "Теорія великого вибуху" почав транслюватися на каналі CBS у понеділок, 21 вересня 2015. він повернувся до свого звичайного часового інтервалу 5 листопада  2015  
12 Березня , 2014, серіал "Теорія великого вибуху" був продовжений ще на три роки, продовживши серіал на 2016 - 17 рік, в цілому десять сезонів.

## Виробництво
Як і в попередньому сезоні, перша половина вийшла в ефір на другий день через трансляцію футбольного матчу У травні 2015 року, канал CBS оголосив на своїй щорічній презентації , що серіал почне свій дев'ятий сезон по понеділках і трансляція повернеться по  четвергах після того як закінчаться  футбольні матчі.
У першому сезоні був показаний весь основний акторський склад шоу, в тому числі  Сара Гілберт, яка зявиласть як  гість  в 200-ї серії.

## У ролях
- Доктор Леонард Хофстедер, зображував Джонні Галески, це фізик-експериментатор з IQ в 173 який написав свою докторську , коли йому було 24 роки. Він ділить квартиру зі своїм колегою і другом, Шелдоном Купером, і  романтичні стосунки з сусідкою Пенні. Спочатку вони зустрічалися протягом восьми місяців в 3 сезоні , але розлучилися через їх суперечливі  відносини. Вони відновили відносини в 5 сезоні, а їхні різні уявлення про стосунки як і раніше надають конфлікту між ними. Протягом 6 сезону, Пенні і Леонард відновили свої стосунки з Леонардом, . У 7 сезоні , Пенні запропонувала Леонарду одружитись, але Леонард відмовився від пропозиції, так як Пенні була п'яна і засмучена в той момент. Ближче до кінця сезону 7, Леонард і Пенні заручилимь; вони поїхали в Лас-Вегас у фіналі 8 сезону  і одружились  на початку 9 сезону.
- Доктор Шелдон Купер, якого грає Джим Парсонс, є фізик-теоретик. Родом зі Східного Техасу. Будучи  вундеркіндом, вступив до коледжу у віці 11 років, відразу після завершення п'ятого класу. Він отримав премії Стівенсона, у віці  14 років і отримав ступінь доктора наук, коли йому було 16. Він має IQ 187 і демонструє суворе дотримання розпорядку; відсутність розуміння іронії, сарказму і гумору; і часткова відсутність смирення або елементарного співчуття. Спочатку він відкинув присутність Пенні, бачачи її як перебої в його розпорядку дня, хоча з тих пір він змирився і навіть показав короткі, незручні сплески любові до неї. Він зустрічається з Емі Фарра Фаулер.  У 7 сезоні , він узяв ініціативу щоб його поцілунки з Емі були частіші і більш пристрасніші, ніж раніше. Протягом 7 сезону, Шелдон переживає кризу середнього віку, коли він розуміє, що він не добився якогось прогресу в теорії струн, і  кидає роботу, щоб шукати нове поле для дослідження. В кінці сезону він їде в Пасадену на деякий час, щоб з'ясувати, хто він і що він хоче після всіх змін, що відбуваються в його житті, . Наприкінці 8 сезону, Емі просить трохи часу, щоб подумати про свої стосунки в той час як Шелдон збирався освідчитись Емі. Після чергової зустрічі , Шелдон просить її стати його дівчиною знову, і вони втрачають цноту на  день народження Емі.
- Пенні, втілювала Кейлі Куоко, колишня офіціантка, яка живе навпроти Шелдона і Леонарда. Раніше вона хотіла стати акторкою, але ця затія не була успішною протягом перших семи сезонів, отримавши лише незначні ролі в рекламах та другорядні ролі в фільмах. Вона працювала офіціанткою на фабриці Чизкейку до 7 сезону, в якому вона завершує роботу, щоб присвятити себе акторству. Вона теж дружить з Шелдоном, незважаючи на її часті роздратування з приводу його особистих  примх, до того, що вона і Леонард іноді виступали в ролі батьків для нього. Вона і Пені зустрічались протягом восьми місяців у 3-му сезоні, перш ніж Пенні розлучилася з ним через її побоювання, що вони не підходять одне одному. В 5 сезоні вони починають зустрічатися, хоча виникають часті конфлікти. Після звільнення з акторської ролі ближче до кінця 7 сезону, Пенні розуміє, що те, чого вона найбільше хоче в своєму житті, це Леонард і заручини. На початку 8 сезону вона, намагаючись стати акторкою, проходить співбесіду і отримує роботу продавчині у фармацевтичній компанії Бернадетт. Наприкінці 8 сезону вона і Леонард вирушили в Вегас, щоб одружитися. Дорогою туди Пені дізнається, що Леонард їй зраджував, працюючи на Північному полюсі. Він пояснює, що це був тільки п'яний поцілунок. Вони одружуються в Лас-Вегасі і налаштовуються на переселення в її квартиру, хоча все ще часто сплять у квартирі Шелдона. Дошлюбне прізвище Пенні ніколи не було розкрите, але вона стає Хофстедтер в 9 сезон.
- Говард Воловиц, якого грає Саймон Хелберг, являє собою космічного інженера. Він є Єврейського походження, і жив з мамою до 6 сезону. Говард є лише одним з компанії друзів (крім Пенні), який не має ступінь доктора наук (у нього є ступінь магістра в МIT), це факт, за який Шелдон часто зневажливо ставиться  до Воловиця . Хоча Говард вважав себе альфа самцем, його незграбні спроби сексуальних домагань до Пенні привернули її лють. Говард почав зустрічатися з Бернадетт Ростенковски у 3-му сезоні, і одружився з нею у фіналі 5 сезону. У 6 сезоні  Говард відвідував Міжнародну космічну станцію як астронавт-фахівець. Під час 7 сезону, вони говорять про  дітей. У 8 сезоні, Говард проходить через розлад стану, коли він дізнається, що його мати померла під час відвідин його тітки у Флориді і живуть в будинку з Стюартом Блумом, який дбав про пані Воловиц, коли вона зламала ногу після того, як його магазин коміксів згорів. Після смерті матері, Говард мав справу з ним і він і Бернадетта переїхали у свій старий будинок. Під час 9-го сезону, Говард дізнається від Бернадетт, що вона вагітна. Він схвильований спочатку, але швидко починає панікувати, оскільки не вірить, що він буде гарним батьком; він, нарешті, отримує підтримку і стає чоловіком.
- Доктор Раджеш "Радж" Кутраппали, зображував Кунал Найяр,- це астрофізик з Нью-Делі, Індія. Він походить з дуже багатої родини, в тому числі батько успішний гінеколог , і великий будинок з прислугою. Його батьки все ще живуть в Нью-Делі і іноді бачать його , спілкуючись з ним по скайпу, часто чіпляються до нього, щоб вийти заміж. Радж працює разом з Шелдоном у вивченні теорії струн наслідки гамма-променів з темної матерії знищення. Він дуже сором'язливий з жінками. Протягом більшої частини серії, він страждав від селективного мутизму, і не міг говорити з жінками, якщо він вживав алкоголь, але ця умова зникла в фіналі 6 сезону . Він знаходить друга в Стюарті після того, як Говард одружується на Бернадетт. У 6 сезоні , він починає зустрічатися з Люсі, сором'язлива жінка зі схожими соціальними проблемами по-своєму. Вона розлучилася з ним в кінці сезону, хоча він вважає, що він може поговорити з Пенні. Близько кінця 7 сезону , Радж розпочинає романтичні відносини з дерматологом по імені Емілі (Лора Спенсер), і їх відносини стають ексклюзивними у двох останніх епізодах сезону триває протягом сезонів 8 & 9. Однак незадовго до дня Святого Валентина, Радж розлучається з Емілі, щоб  бути з жінкою на ім'я Клер, але, коли він дізнається, що вона і її бойфренд знову разом, він намагається помиритися з Емілі, але вона його не приймає. Через місяць, вони повернуться разом, коли Емілі стає ясно, що вона сумує за ним.

## Зовнішні посилання
- Список епізодів The Big Bang Theory  на сайті Internet Movie Database (англ.)
- The Big Bang Theory: Season 8 [Архівовано 24 квітня 2016 у Wayback Machine.] at Rotten Tomatoes